# Sematophyllum sentosum
Sematophyllum sentosum là một loài rêu trong họ Sematophyllaceae. Loài này được (Sull.) Mitt. mô tả khoa học đầu tiên năm 1869.